# Marek Jagodziński (archeolog)
Marek Franciszek Jagodziński (ur. 17 września 1953 w Sierpcu) – polski archeolog, odkrywca staropruskiej osady Truso w Janowie koło Elbląga.

## Życiorys
Absolwent archeologii Uniwersytetu Warszawskiego. W roku 1980 przeniósł się do Elbląga, aby podjąć pracę w miejscowym Biurze Dokumentacji Zabytków. W 1981 roku został członkiem zespołu odkrywców neolitycznych pracowni bursztynu.
W 1982 roku, podczas prac nad Archeologicznym zdjęciem Polski, odnalazł na wschodnim brzegu jeziora Druzno poszukiwaną od lat 30. XIX w. zaginioną pruską osadę portową Truso, opisaną przez wikińskiego żeglarza Wulfstana w IX w. Truso stało się tematem najważniejszych prac badawczych i publikacji Jagodzińskiego. Wraz z grupą przyjaciół zawiązał Stowarzyszenie Miłośników Truso, którego statutowym celem jest wspieranie inicjatyw zmierzających do budowy repliki osady. Miałaby ona być zbudowana na wzór skansenu archeologicznego w Biskupinie i otwarta dla turystów. Członkowie stowarzyszenia opracowali wstępną wersję projektu osady.
Jest starszym kustoszem Muzeum Archeologiczno-Historycznego w Elblągu, autorem wystaw na temat Truso i wczesnośredniowiecznych Żuław Wiślanych.